# Les Peintures
Les Peintures est une commune du Sud-Ouest de la France, située dans le département de la Gironde (région Nouvelle-Aquitaine).

## Géographie

### Localisation
Commune située sur la D 674 entre Chalais et Coutras.

### Communes limitrophes
Les communes limitrophes sont Chamadelle, Coutras, Les Églisottes-et-Chalaures, Le Fieu et Lagorce.
|         | Chamadelle    | Les Églisottes-et-Chalaures |
| Lagorce | des Peintures | Le Fieu                     |
|         | Coutras       |                             |

### Climat
Pour des articles plus généraux, voir Climat de la Nouvelle-Aquitaine et Climat de la Gironde.
Historiquement, la commune est exposée à un climat océanique aquitain.  
En 2020, Météo-France publie une typologie des climats de la France métropolitaine dans laquelle la commune est exposée à un climat océanique et est dans la région climatique  Aquitaine, Gascogne, caractérisée par une pluviométrie abondante au printemps, modérée en automne, un faible ensoleillement au printemps, un été chaud (19,5 °C), des vents faibles, des brouillards fréquents en automne et en hiver et des orages fréquents en été (15 à 20 jours).
Pour la période 1971-2000, la température annuelle moyenne est de 13 °C, avec une amplitude thermique annuelle de 14,7 °C. Le cumul annuel moyen de précipitations est de 840 mm, avec 11,7 jours de précipitations en janvier et 6,2 jours en juillet. Pour la période 1991-2020, la température moyenne annuelle observée sur la station météorologique la plus proche, située sur la commune de Saint-Émilion à 20 km à vol d'oiseau, est de 13,9 °C et le cumul annuel moyen de précipitations est de 798,1 mm,. Pour l'avenir, les paramètres climatiques de la commune estimés pour 2050 selon différents scénarios d’émission de gaz à effet de serre sont consultables sur un site dédié publié par Météo-France en novembre 2022.

## Urbanisme

### Typologie
Au 1er janvier 2024, Les Peintures est catégorisée commune rurale à habitat dispersé, selon la nouvelle grille communale de densité à sept niveaux définie par l'Insee en 2022.
Elle appartient à l'unité urbaine de Coutras, une agglomération intra-départementale regroupant trois  communes, dont elle est une commune de la banlieue,,. La commune est en outre hors attraction des villes,.

### Occupation des sols

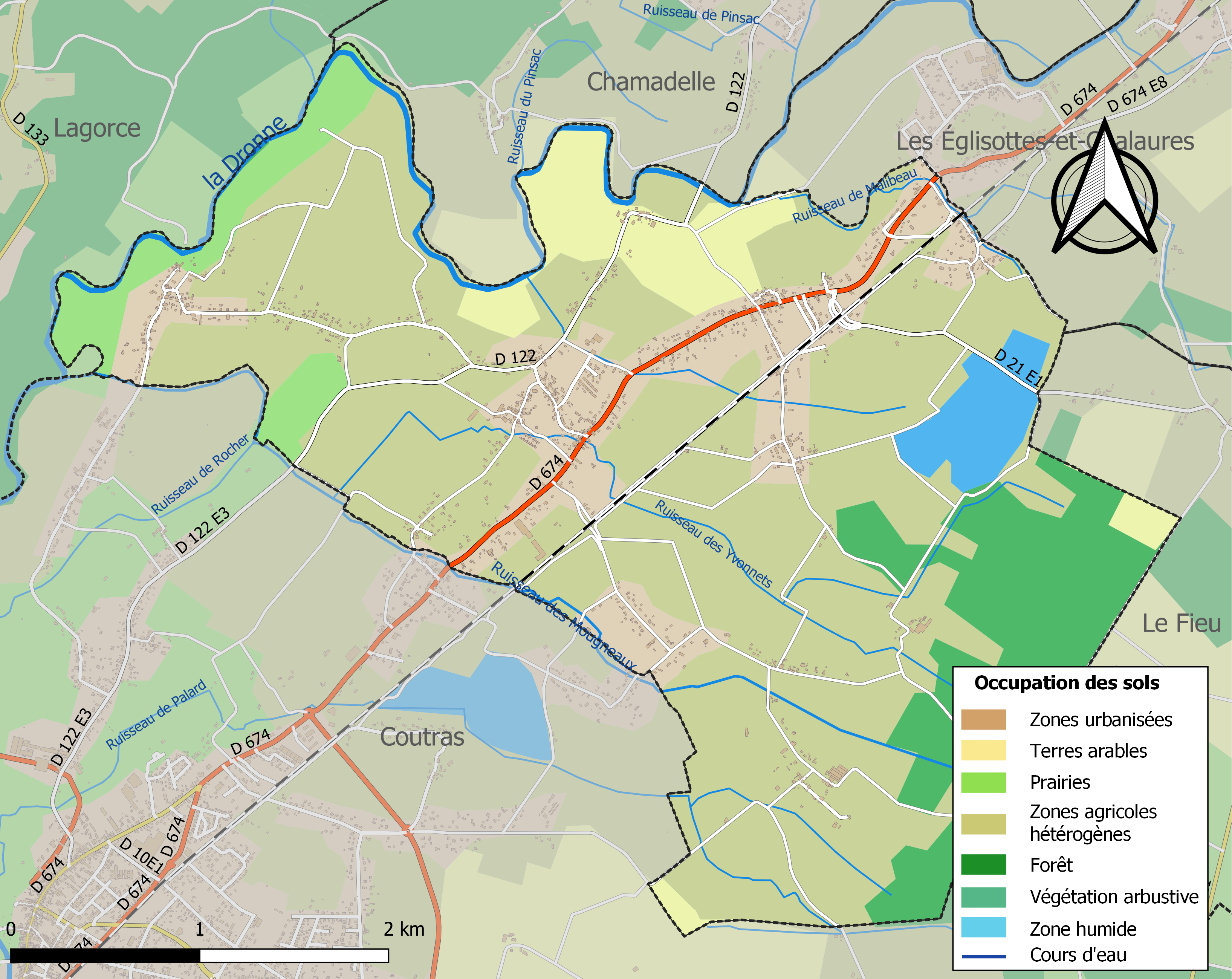
Carte des infrastructures et de l'occupation des sols de la commune en 2018 (CLC).

L'occupation des sols de la commune, telle qu'elle ressort de la base de données européenne d’occupation biophysique des sols Corine Land Cover (CLC), est marquée par l'importance des territoires agricoles (71,3 % en 2018), en diminution par rapport à 1990 (81,1 %). La répartition détaillée en 2018 est la suivante : 
zones agricoles hétérogènes (60,1 %), zones urbanisées (14,2 %), forêts (11,8 %), terres arables (6,4 %), prairies (4,8 %), eaux continentales (2,7 %). L'évolution de l’occupation des sols de la commune et de ses infrastructures peut être observée sur les différentes représentations cartographiques du territoire : la carte de Cassini (XVIIIe siècle), la carte d'état-major (1820-1866) et les cartes ou photos aériennes de l'IGN pour la période actuelle (1950 à aujourd'hui).

### Risques majeurs
Le territoire de la commune des Peintures est vulnérable à différents aléas naturels : météorologiques (tempête, orage, neige, grand froid, canicule ou sécheresse), inondations et séisme (sismicité faible). Il est également exposé à un risque technologique, la rupture d'un barrage. Un site publié par le BRGM permet d'évaluer simplement et rapidement les risques d'un bien localisé soit par son adresse soit par le numéro de sa parcelle.

#### Risques naturels
Certaines parties du territoire communal sont susceptibles d’être affectées par le risque d’inondation par débordement de cours d'eau, notamment la Dronne. La commune a été reconnue en état de catastrophe naturelle au titre des dommages causés par les inondations et coulées de boue survenues en 1982, 1983, 1986, 1993, 1999, 2009 et 2021,.

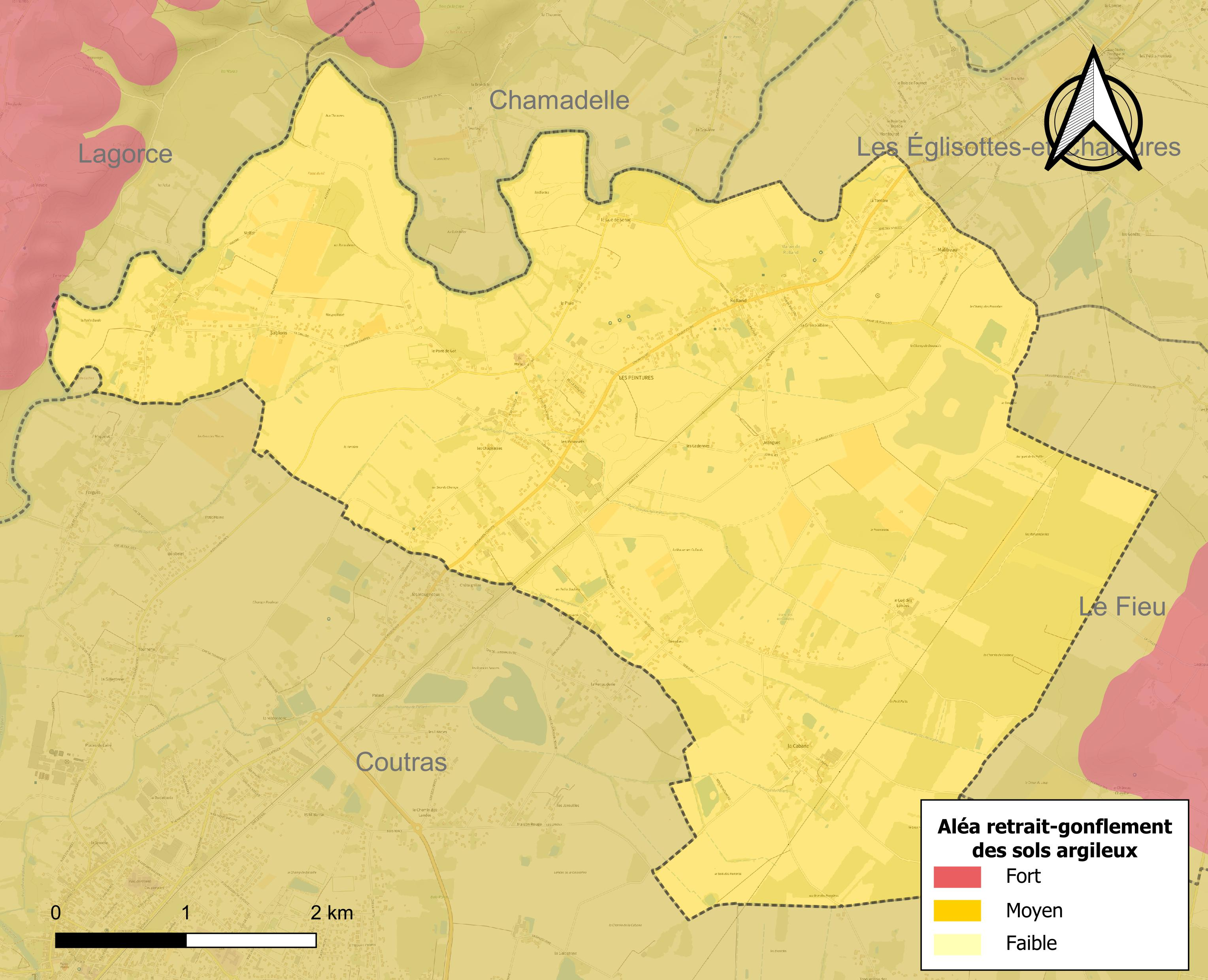
Carte des zones d'aléa retrait-gonflement des sols argileux des Peintures.

Le retrait-gonflement des sols argileux est susceptible d'engendrer des dommages importants aux bâtiments en cas d’alternance de périodes de sécheresse et de pluie. La totalité de la commune est en aléa moyen ou fort (67,4 % au niveau départemental et 48,5 % au niveau national). Sur les 713 bâtiments dénombrés sur la commune en 2019, 713 sont en aléa moyen ou fort, soit 100 %, à comparer aux 84 % au niveau départemental et 54 % au niveau national. Une cartographie de l'exposition du territoire national au retrait gonflement des sols argileux est disponible sur le site du BRGM,.
Par ailleurs, afin de mieux appréhender le risque d’affaissement de terrain, l'inventaire national des cavités souterraines permet de localiser celles situées sur la commune.
Concernant les mouvements de terrains, la commune a été reconnue en état de catastrophe naturelle au titre des dommages causés par la sécheresse en 2003, 2005 et 2011 et par des mouvements de terrain en 1999.

#### Risques technologiques
La commune est en outre située en aval du  barrage de Bort-les-Orgues, un ouvrage sur la Dordogne de classe A soumis à PPI, disposant d'une retenue de 477 millions de mètres cubes. À ce titre elle est susceptible d’être touchée par l’onde de submersion consécutive à la rupture de cet ouvrage.

## Toponymie
Une autre interprétation rapproche du celte pictillus, signifiant "petit Picte".

## Histoire
Le long de la Dronne, à la jonction d'anciennes voies romaines, la commune est encadrée par les "Gués de Sablons et de Sénac" où ont été mis au jour les vestiges de gués aménagés et des restes de mosaïques d'une villa gallo-romaine découverte en 1885[réf. nécessaire].
La bulle de 1171 du pape Alexandre III, cite les édifices religieux de Chamadelle, Les Peintures, Porchères, Le Fieu, parmi ceux donnés à l'abbaye de Guîtres.

## Politique et administration
| Période                                  | Période  | Identité         | Étiquette | Qualité |
| ---------------------------------------- | -------- | ---------------- | --------- | ------- |
| mars 2001                                | 2008     | Nicole Léao      | UMP       |         |
| mars 2008                                | 2020     | Jacques Mesplede | PS        | Employé |
| mars 2008                                | En cours | Armand Battiston |           |         |
| Les données manquantes sont à compléter. |          |                  |           |         |

## Démographie
L'évolution du nombre d'habitants est connue à travers les recensements de la population effectués dans la commune depuis 1793. Pour les communes de moins de 10 000 habitants, une enquête de recensement portant sur toute la population est réalisée tous les cinq ans, les populations de référence des années intermédiaires étant quant à elles estimées par interpolation ou extrapolation. Pour la commune, le premier recensement exhaustif entrant dans le cadre du nouveau dispositif a été réalisé en 2008.

En 2022, la commune comptait 1 633 habitants, en évolution de +3,62 % par rapport à 2016 (Gironde : +6,91 %, France hors Mayotte : +2,11 %).
| 1793 | 1800 | 1806 | 1821 | 1831 | 1836 | 1841 | 1846 | 1851 |
| ---- | ---- | ---- | ---- | ---- | ---- | ---- | ---- | ---- |
| 807  | 813  | 865  | 941  | 922  | 962  | 837  | 960  | 964  |

| 1856  | 1861  | 1866  | 1872  | 1876  | 1881  | 1886  | 1891 | 1896 |
| ----- | ----- | ----- | ----- | ----- | ----- | ----- | ---- | ---- |
| 1 012 | 1 034 | 1 019 | 1 017 | 1 005 | 1 027 | 1 040 | 977  | 982  |

| 1901 | 1906 | 1911  | 1921 | 1926 | 1931 | 1936  | 1946  | 1954  |
| ---- | ---- | ----- | ---- | ---- | ---- | ----- | ----- | ----- |
| 987  | 962  | 1 021 | 940  | 948  | 984  | 1 024 | 1 005 | 1 035 |

| 1962  | 1968  | 1975  | 1982  | 1990  | 1999  | 2006  | 2008  | 2013  |
| ----- | ----- | ----- | ----- | ----- | ----- | ----- | ----- | ----- |
| 1 068 | 1 038 | 1 021 | 1 080 | 1 118 | 1 197 | 1 440 | 1 505 | 1 562 |

| 2018  | 2022  | - | - | - | - | - | - | - |
| ----- | ----- | - | - | - | - | - | - | - |
| 1 591 | 1 633 | - | - | - | - | - | - | - |

## Équipements, services et vie locale

Bureau de poste

- Bureau de poste

## Lieux et monuments
- L'église paroissiale Saint-Vincent, de style néo-roman. Une dédicace datant de 1134 est classée monument historique au titre objet depuis 1912[27].

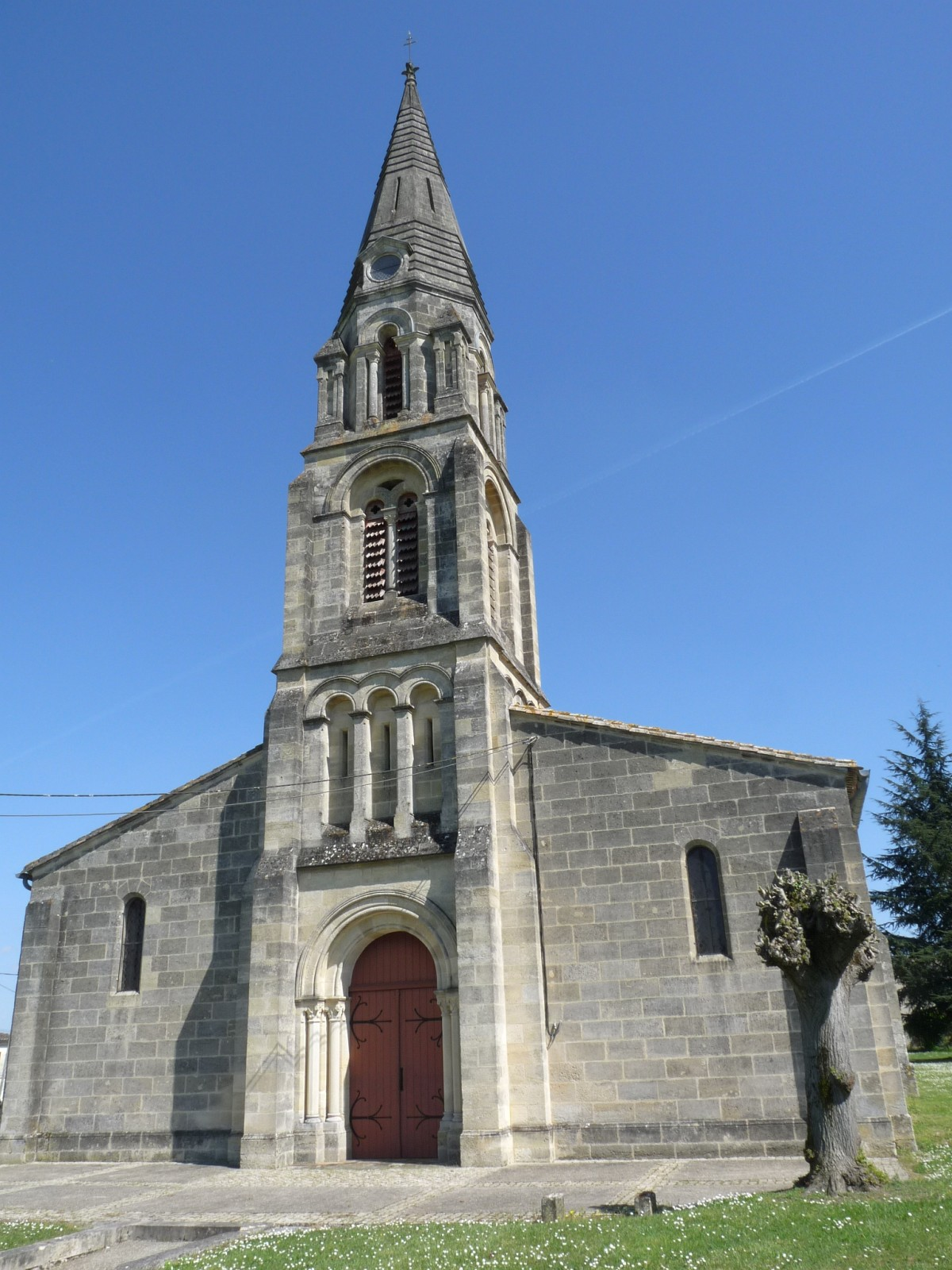
L'église Saint-Vincent.
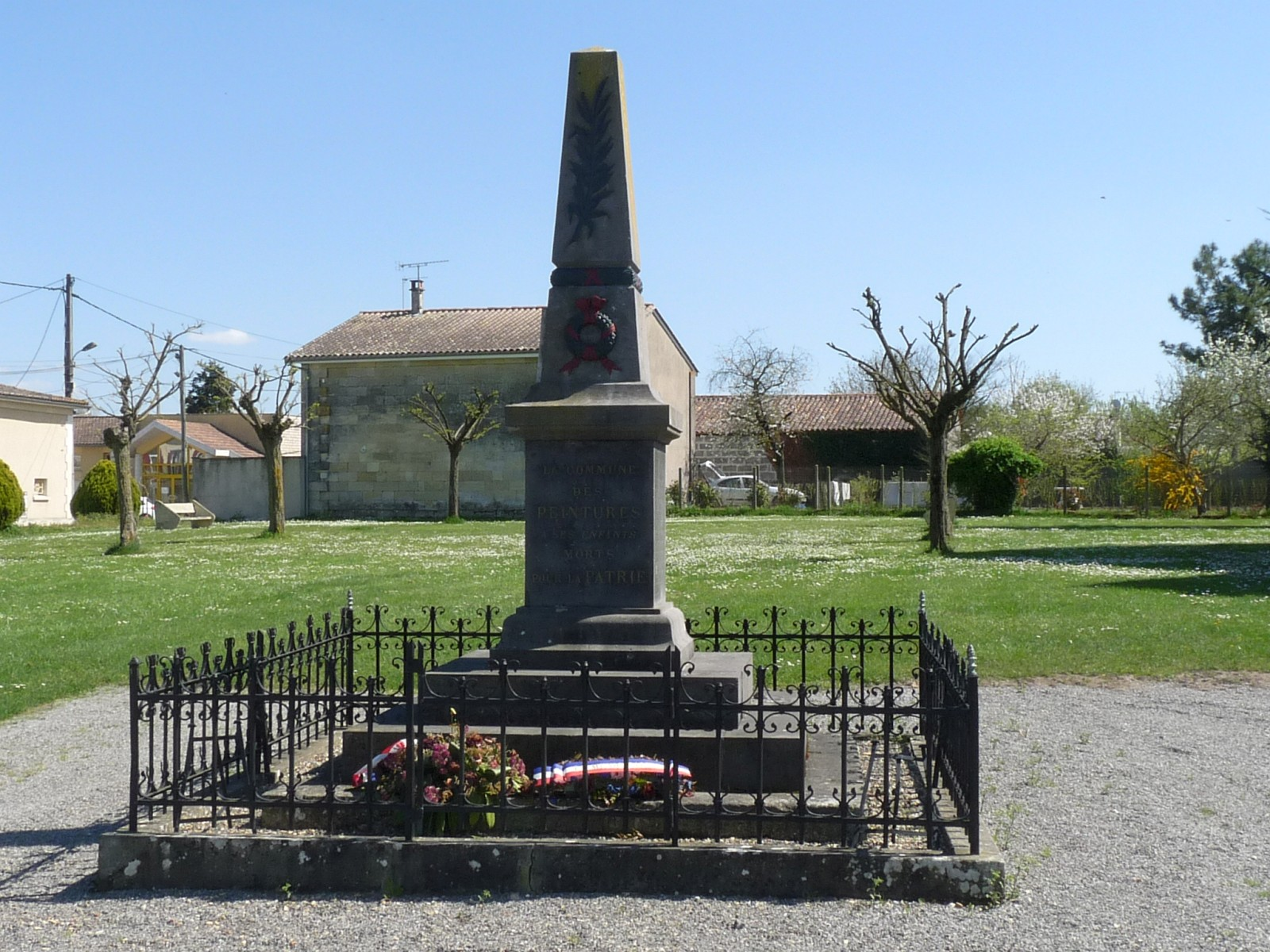
Monument aux morts.

## Personnalités liées à la commune
- Charles Rondony (1856-1914), général français, fut à Rochefort le chef du corps du 7e RIC (1906-1910) puis du  3e RIC (1912-1913), et enfin le commandant de la 3e brigade d'infanterie coloniale (3e BIC). Il est inhumé aux Peintures.
- Francis Maugard (1931-), poète, né aux Peintures.